# 福克·伯納多特
福克·伯納多特（Folke Bernadotte af Wisborg，1895年1月2日—1948年9月17日）是瑞典外交官，伯納多特家族的成員。

## 略歷
瑞典國王奧斯卡二世次子奧斯卡·貝爾納多特之子。1943年，任瑞典紅十字會副總裁。二戰期間從納粹集中營解救了3.1萬人，其中包括約6000名猶太人。1945年，和希姆萊會面，參與對德國的停戰、投降的交涉，但是未成功。
1948年，任聯合國巴勒斯坦調停官，負責調停第一次以阿戰爭，主張耶路撒冷不屬於以色列，並要求聯合國監管以色列的機場及港口。引起以色列拒絕。同年9月17日，在耶路撒冷被錫安主義準軍事組織萊希暗殺。

## 外部連結
- Royal House of Sweden and Royal House of Norway (An Online Gotha) （页面存档备份，存于）
- M. Friedman: The road to freedom. An essay by survivor of the holocaust. From "The memory project," United States Holocaust Memorial Museum （页面存档备份，存于）
- Folke Bernadotte (1895–1948) – Find A Grave Memorial （页面存档备份，存于）
- Yehoshua Zettler （页面存档备份，存于） – Daily Telegraph obituary